# Red (альбом Тейлор Свіфт)
Red — четвертий студійний альбом американської кантрі-поп-співачки Тейлор Свіфт. В США вийшов 22 жовтня 2012 року під звукозаписним лейблом Big Machine. За перший тиждень продажів у США було куплено понад 1,2 мільйона копій альбому, що є найбільшим показником продажів за останні десять років.
Назва та обкладинка альбому були офіційно представлені співачкою 13 серпня 2012 року в день прем'єри першого синглу з платівки – «We Are Never Ever Getting Back Together». Наступні чотири промосингли вийшли упродовж місяця до релізу альбому, три з яких дебютували в першій десятці чарту Billboard Hot 100.

## Передісторія
Співачка і авторка пісень Тейлор Свіфт випустила свій третій студійний альбом Speak Now у жовтні 2010 року. Rolling Stone повідомив у 2020 році, що Свіфт написала музику до цього альбому самостійно, щоб довести критикам, що вона здатна. Сама Свіфт каже, що це сталося випадково, оскільки вона писала пісні рано вранці і не мала співавтора поруч, перш ніж закінчити пісні. 
Speak Now був найбільш швидко продаваним цифровим альбомом жінки-артистки, з 278 000 завантаженнями за тиждень, після чого Свіфт потрапила у Книгу рекордів Гіннеса 2010 року. На 54-й церемонії вручення премії «Греммі» в 2012 році альбом був номінований в категорії «Кращий кантрі-альбом», а сингл «Mean» переміг у категоріях «Краща кантрі-пісня» і «Краще кантрі-соло-виконання».

## Запис
Після випуску Speak Now, Тейлор Свіфт планувала продовжити співпрацювати з продюсером Нейтаном Чепменом.  До жовтня 2011 року вона написала близько 25 пісень. Свіфт, прагнучи поекспериментувати з якомога більшою кількістю стилів, вирішила, що її четвертий студійний альбом не слідуватиме якомусь одному узгодженому жанру. 
Першою записаною піснею для альбому стала «All Too Well», яку Свіфт почала писати в лютому 2011 року під час репетиції туру Speak Now. Критичним моментом під час першого сеансу запису з Чепменом стала пісня «Red», під час роботи над якою творчість Тейлор «почала блукати у різних жанрах». Президент лейблу Big Machine Скотт Борчетта прослухав оригінальну постановку Чепмена і запропонував звук, орієнтованіший на поп. Після кількох невдалих спроб отримати бажаний результат, Свіфт попросила Борчетта найняти шведського продюсера Макса Мартіна. Мартін і його постійний співробітник Шеллбек, продюсували пісні       «22», «I Knew You Were Trouble» і «We Are Never Ever Getting Back Together» для альбому. Остаточна версія треку «Red» була записана з Деном Хаффом. Хафф, який вже раніше був продюсером для кількох кантрі-артистів, також працював зі Свіфт і Чепменом над «Starlight» і «Begin Again».

## Реліз і просування

### Маркетинг
Свіфт та лейбл Big Machine реалізували великий маркетинговий план для альбому. 13 серпня 2012 року Свіфт провела веб-чат через Google Hangouts , під час якого оголосила подробиці про Red , розкрила дату його випуску та презентувала обкладинку, а також відповіла на запитання шанувальників. Паралельно вона випустила головний сингл альбому «We Are Never Ever Getting Back Together», який протягом трьох тижнів очолював американський Billboard Hot 100. Альтернативна версія треку вийшла на радіо США. 
22 вересня 2012 року Свіфт оголосила, що буде випускати одну пісню з Red щотижня на шоу Good Morning America, як частину чотиритижневого зворотного відліку від 24 вересня до дати виходу альбому.  Ними стали чотири пісні — «Begin Again», «Red», «I Knew You Were Trouble» і «State of Grace». Пізніше трек «Begin Again» вийшов як сингл на кантрі-радіо США 1 жовтня 2012 року й посів сьоме місце в US Billboard Hot 100.
І стандартна, і делюкс версії Red вийшли 22 жовтня 2012 року. У США стандартне видання було доступне в цифровому та фізичному форматах, а делюкс видання, що містило шість додаткових треків, було доступне суто для фізичної покупки в Target. 
Через день після релізу Свіфт розпочала цикл телевізійних виступів, починаючи з живого виступу на Good Morning America, за якими вийшли попередньо записані телевізійні виступи в різноманітних шоу. Співачка багато виступала на радіо й дала інтерв’ю 72 станціям переважно в США та деяким міжнародним виданням у Південній Африці, Новій Зеландії, Іспанії, Німеччині та Мексиці. Вона також виступала на церемонії вручення нагород, включаючи MTV Video Music Awards,  Awards Country Music Association Awards, і American Music Awards. Крім цього, Red був додатково просуваний низкою синглів. 
Хоча Свіфт і Big Machine рекламували Red як кантрі-альбом, його стильова різноманітність викликала дискусію в ЗМІ. Музичний журнал Spin стверджував, що Red важко класифікувати, оскільки кантрі-музика є «найдинамічнішим поп-жанром останнього десятиліття». Інші видання відзначали, що Тейлор завжди була більше орієнтована на поп-музику, ніж на кантрі, і описували Red як її неминучий крок до повної зміни власного стилю. 

### Тур
Незабаром після виходу альбому, Свіфт оголосила про світове турне, яке супроводжує альбом Red Tour.  26 жовтня 2012 року вона оголосила перші 58 дат для північноамериканського етапу, починаючи з Омахи, штат Небраска та завершуючи у Нашвіллі, штат Теннессі.  Концерти переважно проводилися на спортивних аренах і стадіонах. Після північноамериканського етапу Red Tour Свіфт відвідала Австралазію,  Великобританію та Азію. 

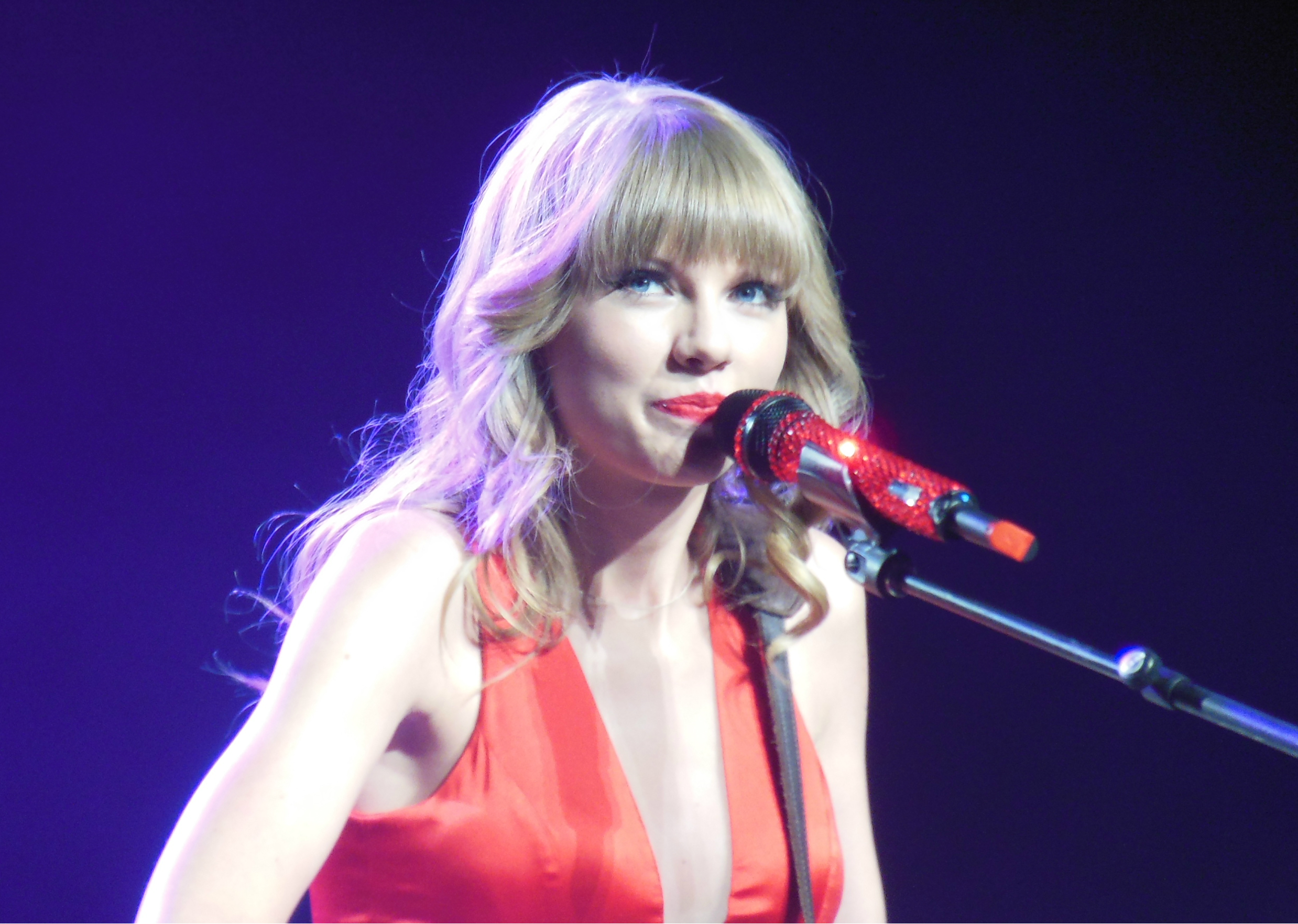
Свіфт під час Red Tour, найкасовішого туру кантрі-виконавця всіх часів.

Свіфт була першою жінкою-артистом, яка виступила у Сіднейський футбольному стадіоні з моменту його відкриття в 1988 році. 
Тур мав касовий успіх. Квитки на шоу в Шанхаї були розпродані за 60 секунд, встановивши китайський рекорд із найшвидшого розпродажу. На момент завершення туру в червні 2014 року, він зібрав 150,2 мільйона доларів і став найкасовішим туром кантрі-виконавця всіх часів. 

## Перезапис
У листопаді 2020 року після суперечки щодо права власності на минулі роботи Свіфт, співачка почала перезаписувати свої перші шість студійних альбомів. Fearless (Taylor's Version), перший з її перезаписаних альбомів, вийшов 9 квітня 2021 року. 18 червня 2021 року Свіфт оголосила, що Red (Taylor's Version) вийшде 12 листопада 2021 року, на сім днів раніше, ніж спочатку планувалося. 

## Список пісень
| #     | Назва                                           | Автор                          | Продюсер(и)              | Тривалість |
| ----- | ----------------------------------------------- | ------------------------------ | ------------------------ | ---------- |
| 1.    | «State of Grace»                                | Taylor Swift                   | Нейтан Чапман, Swift     | 4:55       |
| 2.    | «Red»                                           | Swift                          | Dann Huff, Чапман, Swift | 3:43       |
| 3.    | «Treacherous»                                   | Swift, Dan Wilson              | Wilson                   | 4:02       |
| 4.    | «I Knew You Were Trouble»                       | Swift, Макс Мартін, Shellback  | Мартін, Shellback        | 3:40       |
| 5.    | «All Too Well»                                  | Swift, Ліз Роуз                | Чапман, Swift            | 5:29       |
| 6.    | «22»                                            | Swift, Мартін, Shellback       | Мартін, Shellback        | 3:52       |
| 7.    | «I Almost Do»                                   | Swift                          | Чапман, Swift            | 4:04       |
| 8.    | «We Are Never Ever Getting Back Together»       | Swift, Мартін, Shellback       | Мартін, Shellback        | 3:11       |
| 9.    | «Stay Stay Stay»                                | Swift                          | Чапман, Swift            | 3:25       |
| 10.   | «The Last Time» (у дуеті з Gary Lightbody)      | Swift, Lightbody, Jacknife Lee | Lee                      | 4:59       |
| 11.   | «Holy Ground»                                   | Swift                          | Jeff Bhasker             | 3:22       |
| 12.   | «Sad Beautiful Tragic»                          | Swift                          | Чапман, Swift            | 4:44       |
| 13.   | «The Lucky One»                                 | Swift                          | Bhasker                  | 4:00       |
| 14.   | «Everything Has Changed» (у дуеті з Ed Sheeran) | Swift, Sheeran                 | Butch Walker             | 4:05       |
| 15.   | «Starlight»                                     | Swift                          | Huff, Чапман, Swift      | 3:40       |
| 16.   | «Begin Again»                                   | Swift                          | Huff, Чапман, Swift      | 3:57       |
| 65:10 |                                                 |                                |                          |            |

### Розширене видання
| #     | Назва                      | Автор         | Продюсер(и)   | Тривалість |
| ----- | -------------------------- | ------------- | ------------- | ---------- |
| 1.    | «The Moment I Knew»        | Swift         | Чапман, Swift | 4:46       |
| 2.    | «Come Back... Be Here»     | Swift, Wilson | Wilson        | 3:43       |
| 3.    | «Girl at Home»             | Swift         | Чапман, Swift | 3:40       |
| 4.    | «Treacherous» (демо)       | Swift, Wilson | Wilson        | 4:00       |
| 5.    | «Red» (демо)               | Swift         | Чапман, Swift | 3:47       |
| 6.    | «State of Grace» (акустік) | Swift         | Чапман, Swift | 5:23       |
| 25:16 |                            |               |               |            |

## Чарти
| Чарт (2012)                     | Місце |
| ------------------------------- | ----- |
| Australian Albums Chart         | 1     |
| Australian Country Albums Chart | 1     |
| Austrian Albums Chart           | 3     |
| Belgian Albums Chart (Фландрія) | 2     |
| Belgian Albums Chart (Валлонія) | 25    |
| Canadian Albums Chart           | 1     |
| Danish Albums Chart             | 3     |
| Dutch Albums Chart              | 7     |
| Finnish Albums Chart            | 49    |
| German Albums Chart             | 5     |
| Irish Albums Chart              | 1     |
| Italian Albums Chart            | 3     |
| Japanese Albums Chart           | 3     |
| Mexican Albums Chart            | 4     |
| New Zealand Albums Chart        | 1     |
| Norwegian Albums Chart          | 2     |
| Portuguese Albums Chart         | 8     |
| Spanish Albums Chart            | 4     |
| Swedish Albums Chart            | 8     |
| Swiss Albums Chart              | 9     |
| Taiwanese Western Albums Chart  | 1     |
| UK Albums Chart                 | 1     |
| US Billboard 200                | 1     |
| US Billboard Top Country Albums | 1     |